# Теткица Бибија
Теткица Бибија је верски празник који славе Роми који живе у Србији, а који су православне вероисповести, али и православни Роми широм света. У Црној Гори је славе и Роми муслиманске вероисповести. Бибија се слави као исцелитељка и заштитница породице, а пре свега као заштитницу здравља деце. Свако место или град има свој посебан датум обележавања славе, што се објашњава легендом о Теткици Бибији која је у различите датуме стизала у разна места и вршила исцељења. Датуми обележавања ове ромске славе су, углавном, везани за дане Ускршњег поста, па су и због тога покретни. У неким срединама празник се слави четири недеље пре Великог петка и одређује се према Ускрсу, на дан када је Адам учинио грех и убрао плод са дрвета сазнања добра и зла, док неке ромске породице славе Бибију на Велики петак.
На слави је обавезно присуство свештеника, иако је Теткица Бибија неканонизована светица. У урбаним срединама Теткица Бибија се слави у хотелима или ресторанима, али је традиционално место обреда око крста или дрвета, обично око крушке коју украшавају. Сви православни Роми у Србији славе Теткицу Бибију и то је једина права ромска слава коју имају. Осим ове славе и свако своју православну славу, као и остале верске празнике, какви су Ускрс и Божић.
Чудотворна Теткица Бибија је 1929. године добила и своју икону. На икони се Бибија представља као типична Ромкиња окружена децом и другим Ромкињама, у карактеристичној ношњи и са упадљиво великим наушницама. У другој верзији светитељка раширених руку стоји испод крошње крушке, док јој прилази мноштво деце. Икона чудотворне Бибије изузетно се поштује, мада су ретке ромске куће које поседују икону заштитнице. То је дечји празник, а традициони поздрав током овог празника је „Bibijako sastipe!” („У здравље Бибијо”). Овим поздравом Роми се моле за здравље све деце.
Теткица Бибија у различитим срединама зове се још и Тетка Бибија, Исцелитељка Бибија или Бибијаку. На ромском језику „биби” значи тетка, стрина и бабица, а деминутив те речи је „бибијори”.
Празник Теткица Бибија уврштен је 2019. године у Национални регистар нематеријалног културног наслеђа Србије.

## Опис
Припадници ромске националности свих генерација, који живе у већини градова Србије, данас традиционално славе Теткицу Бибију. Прослава ове светице најраспрострањенија је у Централној и источној Србији, Београду и околина, као и на косову и Метохији, а према Драгољубу Ацковићу у Смедереву, Паланци, Трстенику и Београду. Теткица Бибија се обележава колективно, тако што се сви Роми окупљају код неког светог места – обично дрвета или крста, доносе славски колач и храну, а у неким крајевима и дарове за Бибију (чешаљ, огледало и дечју одећу) које каче на свето дрво. У појединим урбаним срединама, славари се окупљају у ресторанима и хотелима. Прославу организује домаћин Бибије, а на слави је обавезно присуство свештеника, иако је Теткица Бибија неканонизована светица. Свако место или град има свој посебан датум обележавања славе, што се објашњава легендом о Теткици Бибији која је у различите датуме стизала у разна места и вршила исцељења. Датуми обележавања ове ромсе славе су, углавном, везани за дане Ускршњег поста, па су и због тога покретни.
Роми на дан славе, после службе у православној цркви, од цркве до куће домаћина славе иду у поворци, носећи колач и свеће и узвикујући: „У здравље Бибијо!” (Bibijako sostipe!). Сви славари доносе колач и посна јела којим ће послужити госте испод родног дрвета, обично крушке или ораха. Под дрветом се одређује домаћин наредне славе и предаје славски колач. Некада се јело постављало на земљи, док сада колачар слави под шатором, где сви Роми из места заједнички славе уз ромску музику. Потом се служи врућа ракија и једу посна јела, пре свега риба и пасуљ, поштујући православне обичаје. Слављењем Бибије Роми уједно величају пасуљ, који је на посној славској софри главно јело. Пошто упале свеће, славари се окупе око родног дрвета и у хору извикују (на свом језику) једноставне молитве од једне реченице. Најчешћа молитва гласи: „Дај нам тетка Бибија здравља, дај нам пасуља”, а такође се чује и молитва „Тетка Бибијо, дај мало од твога здравља и нашој деци”.

### Прослава Теткице Бибије у Београду
Међу београдским Ромима се Теткица Бибија слави колективно, и то четири недеље пре Великог петка. У црквама се пале свеће, на месту прославе се, уз присуство свештеника, традиционално ломи велики славски колач, а као послужење се служи посна храна, пиће и слаткиши. Традиционална су јела од рибе и од пасуља.
Сваке године домаћин једне ромске породице је домаћин славе и сваке године се слава преноси следећем домаћину. Слави се уз песму и игру, а деца добијају пакетиће пуне слаткиша. Славље почиње већ око 11 сати ујутру, а свештеник долази два сата касније, пресече колач и славу преда следећем домаћину, добровољцу. Појање и „Оче наш” означава крај свештеничког боравка на слави. Чим се молитва заврши сви узвикују поздрав „Bibijako sastipe” и славље се наставља. Обичај је да се слава „однесе” у кућу новог домаћина, где се поседи 15-20 минута, па се враћа назад. После краћег одмора сви одлазе у свечану салу (или шатру), где се окупља цело насеље и слави се до зоре. Пред крај славља домаћин и његова породица иду кроз салу, носећи три тигања у којима гори ватра. Свако од гостију добија мало тамјана које потом бацају у ватру, за здравље и срећу, посебно деце.
Неканонизована Теткица Бибија је пандан Светој Петки. Српски православни свештеници из оних места централне и источне Србије, у којима се негује овај култ, учествују у обележавању ове ромске славе. И у појединим београдским општинама ова прослава је већ деценијама незамислива без присуства свештеника и црквеног ритуала. Слично је и у појединим шумадијским селима. 1940. године прослава Свете Бибије у Улици господара Вучића је обележена по православном обичају, уз свештеника и резање славског колача. За свештенике овај ромски празник представља пастирски изазов који могу одбити да учествују у њему или довијањем - да певају опште тропаре свецима тога дана, при резању славског колача.

## Историја
Своју славу, Теткицу Бибију београдски Роми су именовали средином 19. века, мада постоје тврдње да се она слави и много дуже. Ромска заштитница је била обележавана уз буран темперамент њених поштовалаца. У новинском извештају из 1922. се каже да се Бибија слави на пољани поред Чубурског потока, поред ограде са дрвеним крстом и новозасађеним багремом, уместо раније крушке, где се налазио и споменик "Српским Циганима Херојима палим у рату 1912–1918"; помиње се и да је претходне године дошло до туче. Зборно место Бибијиних поштовалаца била је кафана „Смиљево”. У београдском листу „Време” од 11. јануара 1941. године објављен је извештај о прослави која је организована два дана раније, 9. јануара, а аутор тог текста није потписан:
| „ | ... И ето, ти Цигани састали су се и приредили забаву, да се једном и они провеселе у свом кругу. Ту су они били у своме елементу. Само је њих неколико свирало. Остали су оставили код куће оно одело у којем забављају Београђане. Нису имали црна одела, ни беле, круте крагне. Али зато је ту био штимунг. Да су Београђани знали да Цигани приређују забаву, многи би дошли да виде оне који им врло често изнад глава свирају танане мелодије. ... Целу забаву надгледао је бивши цигански кмет, симпатични Мијајло Стевановић. На циганској забави било је и доста људи ван оквира њиховог соја. А на крају да рапортирамо - весеље је трајало до зоре! | ” |

У овом извештају описује се и атмосфера на прослави. Кафана „Смиљево” била је препуна. Пошто је био трећи дан Божића, „печенице је било на све стране, а примећени су и они који су месо донели од куће, а само поручивали пиће”. Чочеке је играла Цветанка Стојановић, а певала је тадашња звезда Мица Глишић. Описујући прославу посвећену својој заштитници, хроничари пишу и како „у њиховим рукама задрхте жице на виолини, а ђаволски инструмент оживи”...

## Легенда
Драгољуб Ацковић је у својој студији из 2004 године „Теткица Бибија - Прославе Бибије у огледалу дневне и породичне штампе у последњих сто година” записао легенду о Теткици Бибији која је забележена тридесетих година двадесетог века у Србији.
Према тој легенди, Бибија или Тетка ишла је, у време када је владала колера, од врата до врата кроз једно село, са два своја јарета. Нико није хтео да је пусти у кућу, све док није стигла до врата једне сиромашне породице са шесторо деце. Поделили су са њом парче хлеба, а она је њихову болесну децу те ноћи излечила. Од тада православни Роми широм света славе Бибију, молећи се тако за здравље деце.

## Прослава Теткице Бибије у другим земљама
Теткица Бибија је позната и међу ромским заједницама у Црној Гори, као и у ширем региону. Чергари у Црној Гори су информисани о њој али немају никаквих ритуалних радњи везаних за Бибију, док је Роми муслиманске вероисповести славе за свој празник Ђисатедими.
Многи истраживачи повезују Теткицу Бибију са неким другим светитељкама које поштују Роми широм Европе. Тако је у Србији Сања Златановић од стране једног врањанског Рома забележила да су још у Индији Роми поштовали култ богиње Кали, која је била богиња љутње и срџбе и којој су у време зимских монсуна приношене жртве, и то пернате животиње. Богињу Кали они су замишљали као жену са перјем. Још увек није потпуно истражена ова митска личност, о којој још постоје неке легенде међу Ромима у читавој Европи и која је у различитим срединама има више лица. Истраживачи ромског порекла покушавали су да обједине овај култ женске ромске светитељке и да ставе знак једнакости са три женска лика која се јављају на различитим просторима и у различитим временима. Оне су богиња Кали, хришћанска ходочасница Сара ла Кали (Црна Сара), која се празнује у Француској и Теткица Бибија. Међу Ромима на Балкану најпознатија је Теткица Бибија, којој се приписују чудотворне моћи и која се доводи у везу са Кали на основу истих физичких карактеристика, односно истих приказа и представа о њеном изгледу и код француских и српских Рома.

## Занимљивости

### Бибијин поток
Некада, када је боемски део Београда био периферија, низ Скадарлију је текао мали поток, чији је извор био код данашње зграде Радио Београда. После великих киша овај поток је често правио бујицу, која је носила уџерице Рома, које су се налазиле низводно, према Дунаву. Зато су поток назвали именом своје заштитнице, Бибијин поток, како би га умилостивили. Као и многи други потоци у Београду и овај је одавно каптиран у кишну канализацију.